# Adenochlaena
Adenochlaena é um género botânico pertencente à família Euphorbiaceae.

## Sinonímia
- Centrostylis Baill.
- Niedenzua Pax

## Espécies
Formado por 6 espécies:
| - Adenochlaena calycina - Adenochlaena indica - Adenochlaena leucocephala | - Adenochlaena siamensis - Adenochlaena silhetensis - Adenochlaena zeylanica |

- Lista das espécies